# ニッカカメラのカメラ製品一覧
ニッカカメラのカメラ製品一覧は光学精機社とその後身であるニッカカメラが発売したカメラの一覧。
- ニッポン（Nippon 、1942年（昭和17年）頃製造） - 等倍距離計連動でスローシャッターを装備するモデル。戦争によりライカの輸入が困難になり、軍の命令により製造されたコピーライカ。シャッタースピードZ、1-1/500秒。
- ニッポン（Nippon 、1942年（昭和17年）頃製造） - 複写やオシログラフ用に距離計とスローシャッターを装備しないモデル。戦争によりライカの輸入が困難になり、軍の命令により製造されたコピーライカ。シャッタースピードZ、1/20-1/500秒。
- ニッカ（Nicca 、1947年（昭和22年）頃発売） - 戦後間もなくニッポンカメラの距離計付きモデルを改名して再生産した。
- ニッカIII型（Nicca Type-3 、1949年（昭和24年）4月発売） - ボディーには「Type-3」と記載されていたが広告では「III型」という表記だった。距離計倍率を1.5倍に向上。
- ニッカIIIA型（Nicca Type-3A 、1951年（昭和26年）4月発売） - 基本的にはニッカIII型のままだが精度向上が図られた。
- ニッカIIIB型（Nicca Type-3B 、1951年（昭和26年）6月発売） - ニッカIIIA型に2ピン式のFP級シンクロ接点を装備した。
- ニッカIIIS型（Nicca Type-3S 、1952年（昭和27年）9月発売） - ニッカIIIB型のシンクロ接点をドイツ式とし、FP級に加えX級接点を追加した。
- ニッカ4型（Nicca Type-4 、1953年（昭和28年）8月発売） - シャッター最高速が1/1000秒になった。巻き上げノブ上面にフィルムインジケーターを装備。
- ニッカ5型（Nicca Type-5 、1955年（昭和30年）3月発売） - シャッター速度系列が変更され中間速度の抜けをなくした。底蓋を外すと裏蓋の一部が蝶番で開くようになり、フィルム装填が便利になった。距離計とファインダーの覗き窓を近接させた。1/25秒以下はX接点、1/50秒以上がFP接点に自動的に切り替わる。ボディーがダイキャストになっている。
- ニッカIIIF型（Nicca Type-3F 、1956年（昭和31年）10月発売） - ニッカ5型の簡易型で、1/1000秒と視度補正レバー、裏蓋開閉を省略した。1957年7月からレバー巻き上げに改良された。
- ニッカ33型（Nicca Type-33 、1958年（昭和33年）5月発売） - シャッター速度が倍数系列となった。B、1秒が省略された。ニッカカメラがヤシカに買収された後1959年にヤシカEとして販売され、まもなくヤシカYEに改称された。
- ニッカIIIL型（Nicca Type-3L 、1958年（昭和33年）6月発売） - ファインダーは距離計を組み込んだパララックス自動補正の等倍ブライトフレーム式。シャッター速度は倍数系列でT、B、1-1/1000秒。ニッカカメラがヤシカに買収された後1959年にヤシカフェアウェイ/ヤシカYFとして販売された。